# Politika 21
Politika 21 est un parti politique de la République tchèque créé en 2006. La présidente du parti est Jana Bobošíková, ancienne députée au Parlement européen.